# Vilbergsson
Vilbergsson ist ein männlicher isländischer Name.

## Herkunft und Bedeutung
Der Name ist ein Patronym und bedeutet Vilbergs bzw. Vilbergurs Sohn. Die weibliche Entsprechung ist Vilbergsdóttir (Vilbergs bzw. Vilbergurs Tochter).

## Namensträger
- Jóhann Vilbergsson (* 1935), isländischer Skirennläufer
- Páll Axel Vilbergsson (* 1978), isländischer Basketballspieler